# Brigadas de Yenín
Las Brigadas de Yenín, o Batallón de Yenín (árabe: كتيبة جنين, romanizado: Katībat Ǧinīn), es un grupo de milicianos palestinos compuesto principalmente por jóvenes del campamento de refugiados de Yenín, en Cisjordania (Palestina) desafectos con los tradicionales partidos palestinos, si bien cuenta también con miembros de distintas organizaciones armadas palestinas como las Brigadas de Ezzeldin Al-Qassam de Hamás, las Brigadas al-Quds de la Yihad Islámica palestina y las Brigadas de los Mártires de al-Aqsa de Fatah. Fue fundada en Yenín en 2021 por Jamil Al-Amouri, militante de la Yihad Islámica palestina. Las Brigadas de Yenín tienen su sede en el campo de refugiados de Yenín, en la ciudad homónima al norte de Cisjordania (Palestina). Actualmente, se desconocen muchos aspectos respectivos a su organización o su liderazgo.

## Historia y contexto
Se cree que las Brigadas de Yenín fueron creadas en el campo de refugiados de Yenín por Jamil al-Amouri antes de su muerte en junio de 2021. La primera vez que se supo de ellos fue con motivo de la fuga de prisioneros palestinos de la prisión israelí de Gilboa, el 6 de septiembre de 2021. Muchos de los miembros del grupo sufrieron como niños las consecuencias de la Batalla de Yenín de 2002, en la que el ejército israelí se enfrentó con diversas milicias palestinas en el campamento de refugiados de Yenín, y que tuvo como consecuencia 52 palestinos y 23 soldados israelíes muertos, así como la destrucción de gran parte del campamento.
La emergencia de grupos como las Brigadas de Yenín o La Guarida de los Leones en Nablus se debe, entre otras causas, al estancamiento de las negociaciones de paz entre palestinos e israelíes; al acceso al gobierno israelí de una ultraderecha que aboga por políticas cada vez más duras con los palestinos; a las crecientes expulsiones de palestinos de sus hogares; y a la enorme impopularidad de la Autoridad Nacional Palestina, a la que se acusa de corrupción y de cooperación con la ocupación israelí.
Estos nuevos grupos armados cuentan con un amplio apoyo entre la población palestina. En una reciente encuesta, el 71% de los palestinos de la Franja de Gaza y el 61% de los de Cisjordania mostraron su afecto por la resistencia armada representada por ellos.

## Actividades
El principal objetivo declarado de las Brigadas de Yenín es mantener al ejército israelí fuera del campamento de refugiados de Yenín. Como tal, fueron la principal fuente de resistencia palestina al asalto israelí al campamento el 3 de julio de 2023. A tal efecto, el grupo ha desarrollado la táctica de colocar contenedores explosivos en las carreteras de acceso al campamento, pues los consideran efectivos contra los jeeps del ejército israelí. Por ejemplo, el 19 de junio de 2023, durante una incursión israelí, siete soldados resultaron heridos por la explosión de uno de estos contenedores. Además, el grupo ha participado en diversas escaramuzas con el ejército israelí. También se les achacó el secuestro del cadáver de Tiran Fero, un estudiante druso israelí de 17 años que había fallecido en un accidente de tráfico cerca de Yenín.
A finales de 2024, la Autoridad Nacional Palestina (ANP) lanzó una campaña militar en Yenín con el fin de luchar contra las Brigadas locales. Un total de quince personas murieron durante la operación, incluidos seis miembros de las fuerzas de seguridad de la ANP, ocho civiles y tan solo un miembro de las Brigadas. También se realizaron numerosos arrestos de sus miembros por parte de la policía palestina. El 17 de enero de 2025, las fuerzas de seguridad de la ANP y las Brigadas de Yenín alcanzaron un acuerdo por el cual se permitiría a las primeras el acceso tanto a Yenín como a su campo de refugiados.

## Ideología
Las Brigadas de Yenín se autocalifican como “la resistencia”. Llaman al pueblo palestino a la resistencia armada y piden a las autoridades palestinas que formen parte del movimiento.

## Miembros

### Mateen Dabaya
Mateen Dabaya había sido nombrado líder de las Brigadas de Yenín cuando fue asesinado en octubre de 2022, a la edad de 20 años, durante una operación militar llevada a cabo por el ejército israelí en el campo de refugiados de Yenín.

### Mohammad Ayman Alsa'edi
Mohammad Ayman Alsa-edi fue miembro del grupo hasta su muerte, a los 26 años, durante una incursión israelí en el campamento de refugiados. Un francotirador israelí le disparó cuando salía de su casa armado para intentar repeler la incursión.